# Сикасо (область)
Сика́со (фр. Sikasso) — область (провинция) в Мали.
- Административный центр — город Сикасо; другие города — Кутиала, Бугуни.
- Площадь — 70 280 км², население — 2 625 919 человек (2009 год).

## География
На севере граничит с областями Куликоро и Сегу, на востоке с Буркина-Фасо, на юге с Кот-д’Ивуаром, на западе с Гвинеей.
Провинция Сикасо расположена на крайнем юге Мали.

## Население
В провинции проживают преимущественно представители народов сенуфо, самаго, бамбара, пёль.

## Административное деление

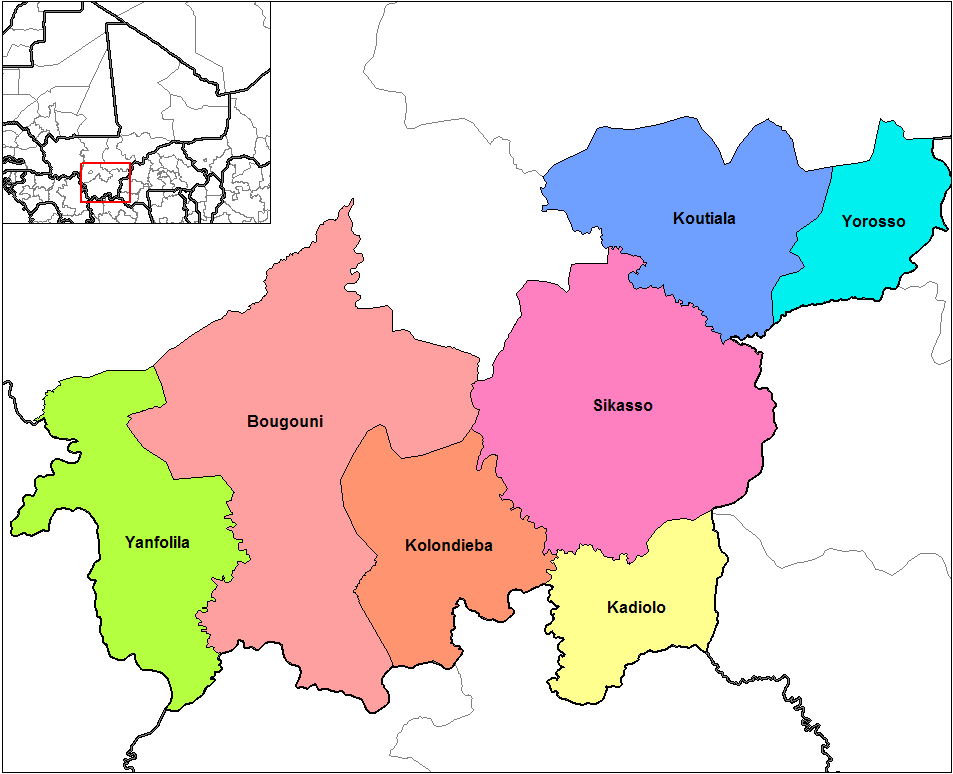
Административная карта Сикасо.

В административном отношении провинция разделена на 7 округов:
| Округ      | Площадь, км² | Население, чел. (2009) |
| ---------- | ------------ | ---------------------- |
| Бугуни     | 20 028       | 459 509                |
| Кадиоло    | 5 375        | 239 713                |
| Колондиеба | 9 200        | 202 618                |
| Кутиала    | 8 740        | 575 253                |
| Сикасо     | 15 375       | 725 494                |
| Янфолила   | 9 240        | 211 824                |
| Ёроссо     | 5 500        | 211 508                |